# Saga (literatuur)

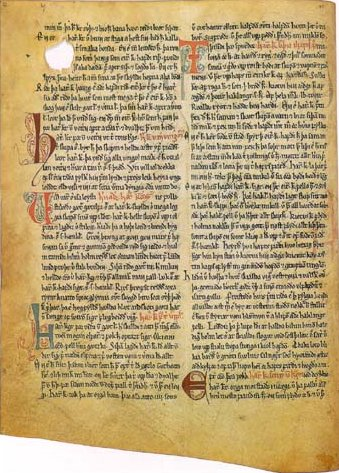
Een pagina uit de Heimskringla

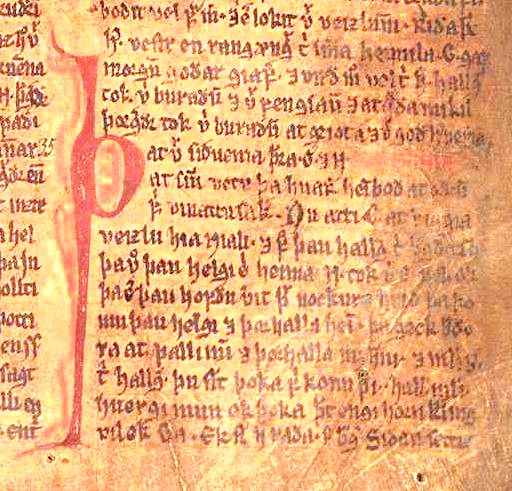
Brennu-Njáls saga. Pagina uit het Möðruvallabók, IJslands, ca. 1350

Een saga (IJslands: Íslendingasögur) is een in het Oudnoords geschreven middeleeuws verhaal over de oude geschiedenis van Scandinavië en Germanië, over de eerste reizen van de Vikingen, over hun kolonisatie van IJsland, en over vetes tussen IJslandse families.
De teksten zijn te definiëren als episch proza, vaak met strofes of hele gedichten in de tekst die vaak allitereren, over heldendaden van lang geleden, verhalen van dappere mannen, meestal Vikingen, soms heidens, soms christelijk. Gewoonlijk zijn de verhalen realistisch (behalve legendes, hagiografieën en vertaald werk). In sommige gevallen wel aangedikt en fantasievol, maar ze gaan altijd over mensen waarmee we ons vrij makkelijk kunnen identificeren.

## Achtergrond
Het IJslandse woord saga (meervoud: sögur) verwijst naar (1) "iets dat wordt gezegd" of (2) "verhaal, geschiedenis". IJslandse saga’s zijn verhalen die gedurende meerdere eeuwen mondeling zijn overgeleverd en pas in de 13e eeuw zijn opgetekend, veelal door onbekende auteurs. De sögur zijn vergelijkbaar met de smrti en sruti (herinnerd en gehoord) uit het Sanskriet.
Huidig onderzoek naar de saga’s concentreert zich veelal op het eventuele onderscheid tussen fictie en non-fictie, ofwel om uit te maken of de inhoud een werkelijke historische waarde heeft, of de historie geweld is aangedaan om het verhaal mooier te maken, of dat de inhoud (geheel) verzonnen is. De meeste geschriften zijn in de zeventiende eeuw vanaf IJsland naar Zweden en Denemarken gevoerd, maar kwamen later weer terug naar hun oorspronkelijke land.
Veel verhalen gaan over koningen (bijvoorbeeld Heimskringla), alledaagse personen (bijvoorbeeld Bandamanna saga) of heroïsche personen (bijvoorbeeld Egils saga). De saga’s beschrijven een deel van de geschiedenis van de Scandinavische landen. Engeland en zelfs Canada (in de Grœnlendinga saga) komen er in voor. Deze verhalen zijn pas aan het begin van de twintigste eeuw geverifieerd.
Veel saga’s vinden plaats in de periode 930-1030, soms aangeduid söguöld (saga-eeuw) in de geschiedenis van IJsland. De saga’s over koningen, heiligen, hedendaagse saga’s, etc. zijn in een ander tijdsbestek te plaatsen. De meeste zijn opgeschreven tussen 1190 en 1320, vaak voorafgegaan door een lange orale traditie, andere als pure fictie, en van andere is het niet bekend. De auteur van Sverris saga heeft de historische koning Sverrir echt gekend en hem als een bron gebruikt.

## Verhaallijnen en schrijfstijl
Veel saga’s komen uit de periode dat de kerstening van de betreffende volkeren nog niet zo lang geleden had plaatsgevonden. Een gevolg hiervan is dat er nog een sterke heidense achtergrond is aan te wijzen in de verhalen. Een voorbeeld hiervan is Njáls saga. Ondanks deze christelijke invloed hebben de personages een heidense levenswijze en speelt het lot een prominente rol, zoals een regel uit Njals Saga uit hoofdstuk 6 duidelijk illustreert:
... ieder moet doen wat het lot beslist.
De beschaving in de saga’s is complex en bestaat uit meerdere lagen. Uit de verhalen blijkt vaak een ingewikkeld stelsel van bloedverwanten die contacten met buitenstaanders leggen. Door de verschillende goede en slechte personages is er vaak sprake van complotten, intrige en moord.
De schrijfstijl is meestal onpersoonlijk, bondig, zonder uitleg. Gebeurtenissen zijn gewoon gebeurtenissen; iedereen legt zich bij het lot neer. Personages worden vaak maar kort geïntroduceerd, Er was eens een man genaamd..., soms gevolgd door een korte biografie met verwantschappen en relaties met andere figuren in de saga. Ze worden getekend door hun handelingen, of af en toe door zinnetjes als Hij was een vreselijke schurk of Hij was een machtig hoofdman. Belangrijke figuren komen ook in andere saga’s voor. De verhoudingen tussen mensen waren ingewikkeld, door vriendschap, bloedverwantschap, huwelijk, en woonplaats.
Vaak moeten er (soms ten nadele van de held) vijanden worden verslagen. Het leven is kort, onzeker, en iemands waarde ligt in zijn eer in gevechten.
Belangrijke thema’s in de saga’s zijn eer, geluk (of het  lot), het  bovennatuurlijke en karakter. Gedrag wordt meestal niet uitgelegd, omdat alle gebeurtenissen het lot volgden en logisch waren voor het luisterende publiek.
Alles wat ook maar enig nadeel toebracht aan iemands eer (of die van zijn familie) moest worden gewroken, met bloed of geld. Mannen (en vaak ook vrouwen, die hier niet onder deden voor de andere sekse) werden vaak verleid tot dodelijk geweld tegenover een (vermeende) aantasting van hun eer.
Het idee geluk is eenvoudig, zeker in een saga zoals Njáls Saga: Men wordt geboren met een zekere hoeveelheid geluk. Als die op is, ben je gedoemd.
Het "bovennatuurlijke" speelt ook vaak een rol. Omina en voorspellende dromen komen daar onder andere bij kijken.
Het karakter van de personages vormt in de saga’s een vraagstuk. Overwinnen ze hun moeilijkheden op een eerlijke manier, of vervallen ze daarbij in slechtheid, lafheid en trots?
Een laatste stilistisch punt blijkt uit de inleiding van Magnus Magnusson bij Njáls Saga:
In zo’n grote spaarzaamheid kan een gedetailleerde zin boekdelen spreken: 'Twee raven vlogen de hele weg met hen mee' (hoofdstuk 79) als Skarp-Heðin en Hogni op een nacht op pad gaan om wraak op Gunnar te nemen...

## Classificatie
Saga’s worden gewoonlijk zo geclassificeerd:
- Koningssaga’s; centraal thema is het leven van Scandinavische koningen. Geschreven van de twaalfde tot en met de veertiende eeuw.
  - Fagrskinna, oftewel "Mooihuid", auteur onbekend.
  - Heimskringla ("Wereldbol") geschreven door Snorri Sturluson. Begint met de komst van de Æsir in Scandinavië en eindigt met het gevecht in Re in 1177.
  - Morkinskinna, auteur onbekend.
- IJslandse saga's; heroïsche vertellingen uit de twaalfde tot en met de veertiende eeuw over historische IJslandse families uit 930 tot 1030. Deze saga’s vormen het hoogtepunt van de sagacollectie.
  - Bandamanna saga
  - Bárdar saga Snæfellsáss
  - Bjarnar saga Hítdœlakappa
  - Brennu-Njáls saga; door velen beschouwd als de beste IJslandse saga.
  - Droplaugarsona saga
  - Egils saga Skalla-Grímssonar
  - Eiríks saga rauða In deze saga komt de ontdekking van Amerika door de Vikingen aan bod.
  - Færayinga saga (Faeröers: Føroyinga søga), het verhaal van de kolonisatie van de Faeröer.
  - Finnboga saga ramma
  - Fljótsdæla saga
  - Flóamanna saga
  - Fóstbrœdra saga (twee versies)
  - Gísla saga Súrssonar (twee versies), geschreven over een vogelvrijverklaarde.
  - Grettis saga
  - Grœnlendinga saga (in deze saga komt de ontdekking van Amerika door de Vikingen aan bod)
  - Gull-thóris saga
  - Gunnars saga Keldugnúpsfífls
  - Gunnlaugs saga ormstungu
  - Hallfredar saga
  - Hardar saga ok Hólmverja
  - Hávardar saga Ísfirdings
  - Heidarvíga saga
  - Hrafnkels saga
  - Hœnsa-thóris saga
  - Kjalnesinga saga
  - Kormáks saga
  - Króka-Refs saga
  - Laxdœla saga
  - Ljósvetninga saga (drie versies)
  - Reykdœla saga ok Víga-Skútu
  - Svarfdœla saga
  - Valla-Ljóts saga
  - Vatnsdœla saga
  - Víga-Glúms saga
  - Víglundar saga
  - Vápnfirdinga saga
  - thorsteins saga hvíta
  - thorsteins saga Sídu-Hallssonar
  - thórdar saga hredu
  - Ǫlkofra saga

- Korte verhalen (Íslendinga thættir); Zelfde onderwerpen als de Íslendingasögur, maar korter.
  - Arnórs tháttr jarlaskálds
  - Audunar tháttr vestfirzka
  - Bergbúa tháttr
  - Bolla tháttr Bollasonar
  - Brandkrossa tháttr
  - Brands tháttr ǫrva
  - Draumr thorsteins Sídu-Hallssonar
  - Egils tháttr Sídu-Hallssonar
  - Einars tháttr Skúlasonar
  - Geirmundar tháttr
  - Gísls tháttr Illugasonar
  - Grœnlendinga tháttr
  - Gull-Ásu-thórdar tháttr
  - Gunnars tháttr thidrandabana
  - Halldórs tháttr Snorrasonar inn fyrri
  - Halldórs tháttr Snorrasonar inn sídari
  - Helga tháttr thórissonar
  - Hrafns tháttr Gudrúnarsonar
  - Hreidars tháttr
  - Hrómundar tháttr halta
  - Íslendings tháttr sǫgufróda
  - Ívars tháttr Ingimundarsonar
  - Jǫkuls tháttr Búasonar
  - Kumlbúa tháttr
  - Mána tháttr skálds
  - Odds tháttr Ófeigssonar
  - Orms tháttr Stórólfssonar
  - Óttars tháttr svarta
  - Sneglu-Halla tháttr
  - Stǫrnu-Odda draumr
  - Stúfs tháttr inn meiri
  - Stúfs tháttr inn skemmri
  - Svada tháttr ok Arnórs kerlingarnefs
  - thidranda tháttr ok thórhalls
  - thorgríms tháttr Hallasonar
  - thorleifs tháttr jarlaskálds
  - thormódar tháttr
  - thorsteins tháttr Austfirdings
  - thorsteins tháttr forvitna
  - thorsteins tháttr Sídu-Hallssonar
  - thorsteins tháttr skelks
  - thorsteins tháttr stangarhǫggs
  - thorsteins tháttr sǫgufróda
  - thorsteins tháttr tjaldstœdings
  - thorsteins tháttr uxafóts
  - thorvalds tháttr tasalda
  - thorvalds tháttr vídfǫrla
  - thorvardar tháttr krákunefs
  - thórarins tháttr Nefjólfssonar
  - thórarins tháttr ofsa
  - thórarins tháttr stuttfeldar
  - thórhalls tháttr knapps
  - Ævi Snorra goda
  - Ǫgmundar tháttr dytts

- legendes; Deze vorm van saga’s is romantische literatuur, met een geromantiseerd beeld van het verleden. Het doel is voornamelijk vermaak. De IJslanders waren en zijn trots op het heidense verleden van Scandinavië.
  - Áns saga bogsveigis
  - Ásmundar saga kappabana
  - Bósa saga
  - Egils saga einhenda ok Ásmundar berserkjabana
  - Fridthjófs saga frœkna
  - Gautreks saga
  - Gríms saga lodinkinna
  - Gǫngu-Hrólfs saga
  - Hálfdanar saga Brǫnufóstra
  - Hálfdanar saga Eysteinssonar
  - Hálfs saga ok Hálfsrekka
  - Hemings tháttr Áslákssonar (twee versies)
  - Hervarar saga ok Heidreks gaat over de Gotische oorlogen en een dynastie van Zweedse koningen.
  - Hjálmthés saga ok Ǫlvis
  - Hrólfs saga Gautrekssonar
  - Hrólfs saga kraka; vertoont parallellen met het Oudengelse epos Beowulf.
  - Illuga saga Grídarfóstra
  - Ketils saga hœngs
  - Norna-Gests tháttr
  - Ragnars saga lodbrókar (twee versies)
  - Ragnarssona tháttr
  - Sturlaugs saga starfsama
  - Sǫgubrot af fornkonungum
  - Sǫrla tháttr
  - Vǫlsa tháttr
  - Vǫlsunga saga
  - thorsteins saga Víkingssonar
  - Ǫrvar-Odds saga (twee versies)

## Overig
De IJslandse componist Jón Leifs heeft een symfonie gecomponeerd die gebaseerd is op een aantal personen die in de saga's figureren: de Sinfónía I (Söguhetjur) Opus 26, ofwel de Saga Symfonie.